# 翅实藤属
翅实藤属（学名：Ryssopterys）又名驟翅果屬，是金虎尾科下的一个属，为缠绕状灌木植物。该属共有6种，分布于印度。